# Okrug Pinal, Arizona
Pinal, okrug u središnjem dijelu južne Arizone, 13,919 km² (5,374 mi²), 271,059 stanovnika (2006); okružno središte Florence. 

## Povijest
Okrug Pinal svoje ime dobiva po Pinal Indijancima, jednoj od lokalnih grupa Apača, a nastaje 1. veljače 1875. godine iz dijelova okruga Maricopa i Pima. Grad Florence, jedan od najstariojih u Arizoni, utemeljen još 1866. postaje njegovim središtem. osniva ga Levi Ruggles, te ime dobiva po sestri teritorijalog guvernera Richard McCormicka, koja se zvala Florence.
Na području okruga nalazilo se u prošlosti mnogo rudnika bakra, od kojih je većina danas zatvorena. Maleni rudarski gradić Superior, utemeljen je 1882. pod imenom Hastings. ovo ime promijenit će 1900. U novije gradove spada Coolidge, nastao 1920.-tih godina izgradnjom brane Coolidge, a svoje ime dobiva po tadašnjem predsjedniku SAD-a Calvinu Coolidgeu (1923–1929). 
U okrugu se danas nalazi nekoliko manjih rezervata na kojima su smješteni Indijanci Papago, Pima, Maricopa i San Carlos Apači.

## Gradovi i naselja
Ak-Chin, Apache Junction, Arizona City, Bapchule, Blackwater, Casa Grande, Chuichu, Coolidge, Dudleyville, Eloy, Florence (okružno središte), Florence Junction, Friendly Corners, Gold Camp, Hayden (dijelom u okrugu Maricopa), Kearny, Kelvin, Kohatk, Kohatk, Mammoth, Maricopa, Olberg, Oracle, Picacho, Queen Creek (dijelom u okrugu Maricopa), Queen Valley, Red Rock, Sacaton, San Manuel, Santan, Stanfield, Superior i Winkelman (dijelom u okrugu Gila).

## Vanjske poveznice
- Pinal County  Arhivirana inačica izvorne stranice od 2. studenoga 2007. (Wayback Machine)